# Allophorocera sajanica
Allophorocera sajanica är en tvåvingeart som beskrevs av Louis-Paul Mesnil 1963. Allophorocera sajanica ingår i släktet Allophorocera och familjen parasitflugor. Inga underarter finns listade i Catalogue of Life.